# رندة بعث
رندة بعث (11 يناير 1958) هي كاتبة ومُترجمة سوريَّة ولدت في إدلب بسورية، كانت متزوجة من الروائي والمعتقل السياسي السابق عماد شيحة.

## سيرتها
وُلدت رندة بعث في إدلب عام 1958. انتقلت عائلتها إلى الجزائر في أغسطس/آب 1968، فتعلمت في المدرسة الفرنسية هناك، حيث بقيت العائلة ثلاث سنوات. في أواخر عام 1998، درست الترجمة في المركز الثقافي الفرنسي بدمشق، وحصلت عام 2001 على دبلوم في الترجمة الفرنسيَّة من جامعة لومير ليون 2 [الإنجليزية]، وكانت قد حصلت على شهادة البكالوريوس في الصيدلة من جامعة دمشق عام 1979 وشهادة اختصاص في الكيمياء الحيوية السريرية عام 1983، وأيضًا على الماجستير في الترجمة الفورية من المعهد العالي للترجمة والترجمة الفورية بدمشق عام 2012. عملت بعدها في تدريس الطلاب بنفس المعهد.
تزوجت رندة مرتين في دمشق، الأولى سنة 1982م من عهد الشيخ حسن، الناشط في حزب العمل الشيوعي والذي اعتقل لسبع سنوات بعد فترة من الزواج، وتوفي لاحقاً بحادث سير بعد الإفراج عنه سنة 1996م، والثانية في عام 2007 من الروائي والمعتقل السياسي السابق عماد شيحة (9 مارس 1954 - 29 سبتمبر 2022)، وكانا يعيشان في دمشق حتى خريف عام 2021، عندما سافرا إلى فرنسا للعلاج، حيث كان عماد مصابًا بالسرطان.

## ترجماتها
صدرت لها ترجماتٌ عدة، منها:
- «الطربوش» مترجم عن الأصل الفرنسي "Le Tarbouche" لروبير سوليه. صدر عام 2000.
- «معنى الحياة: مقدّمة وجيزة» مترجم عن الأصل الإنجليزي "the meaning of life" لتيري إيجلتون. صدر عام 2007.
- «أزمة الهويات: تفسير تحول» مترجم عن الأصل الفرنسي "La crise des identités: L'interprétation d'une mutation" كلود دوبار [الإنجليزية]. صدر عام 2008. (ردمك 9789953170411)
- «مسألة الحرية في الفكر الإسلامي: الحل المعتزلي» مترجم عن الأصل الفرنسي "Le Probleme De La Liberte Humaine Dans La Pensee Musulmane (Solution Mu'tazilite)" لأبو عمران الشيخ. صدر عام 2012.
- «الباب: مقاربة إنثولوجية» مترجم عن الأصل الفرنسي "Ethnologie de la porte" لباسكال ديبي [الفرنسية]. صدر عام 2012. (ردمك 9789933641504)
- «الحب: مقدّمة وجيزة» مترجم عن الأصل الإنجليزي "Love: A Very Short Introduction" لرونالد دي سوزا. صدر عام 2018.
- «البحث عن الشرق المفقود» مترجم عن الأصل الفرنسي "En quête de l'Orient perdu" لأوليفييه روا. صدر عام 2019. (ردمك 9786140321083)
- «الأشكال الأوّلية للحياة الدينية: المنظومة الطوطمية في أستراليا» مُترجم عن الأصل الفرنسي "Les formes elementaires de la vie religieuse: le systeme totemique en Australie" لإميل دوركايم. صدر عام 2019. (ردمك 9786144452905)
- «الحياة الآثمة» مترجم عن الأصل الفرنسي "La Vie scélérate" لماريز كوندي. صدر عام 2021. (ردمك 9789933641504)
- «أزهار الظلمات» مترجم عن الأصل الفرنسي "Les Belles Ténèbreuses" لماريز كوندي. صدر عام 2022. (ردمك 9789933641894)

## روابط خارجية
- "مفكرة المترجم: مع رندة بعث". العربي الجديد. 30 يونيو 2022. مؤرشف من الأصل في 2022-08-20. اطلع عليه بتاريخ 2023-11-17.